# Сестрорецьк (станція)
Сестрорецьк (фін. Siestarjoki, швед. Systerbäck) — залізнична станція Сестрорецького напрямку Жовтневої залізниці. Розташована в місті Сестрорецьк (Курортний район Санкт-Петербурга).
Станція є кінцевою для частини поїздів.
Платформа була влаштована одночасно з пуском дільниці Роздільна — Сестрорецьк Приморської Санкт-Петербург-Сестрорецької залізниці 26 листопада 1894 року
1 червня 1952 року Сестрорецька лінія була електрифікована. 